# Ketten a slamasztikában
A Ketten a slamasztikában az Olsen ikrek 2001-es filmje.

## A film cselekménye
Chloe Lawrence (Mary-Kate Olsen) az amerikai középiskolás diplomata csapat csapatkapitánya, ők képviselik Kínát. Megnyerték az országos Diák ENSZ vetélkedőt és Ms. Wattson (Claire Yarlett) ösztön díjat ajánl Chloenak, ezért mehetnek a nemzetközi ENSZ vetélkedőre Londonba. Ám az egyik csapattag lemondja, mert a nővérének esküvője lesz, amit nem hagyhat ki mert a nővére már így is utálja.
Chloe ikertestvére Riley Lawrence (Ashley Olsen) szívesen beugrik a megüresedő helyre, igaz egy kis hátsó szándékkal. Megtetszik neki ugyanis az egyik leendő csapattárs Bryan Connors (Brandon Tyler) és szeretne összejönni vele. Chloe egyből letolja Riley-t, hogy ez rossz ötlet mert tisztában van vele, hogy csak Bryan-re akar ráhajtani. Végül abban maradnak, hogy "Oké, de ha eljössz velünk Londonba és nem jössz össze Bryan-nel... megöllek". Egyébként a csapat tagjai még Rachel Byrd (Rachel Roth) és Dylan (Eric Jungmann)
Elmennek tehát Londonba. Becuccolnak a szobájukba, ami gyakorlatilag egy nagyobbacska gardrób és mennek le a többi csapathoz. Mivel otthon Kínát képviselták, ezért itt is azt képviselik.
Chloe itt megismerkedik a helyi csapat (akik Írországot képviselik) csapatkapitányával James Browning-gal (Jesse Spencer).
Dylen szóbe elegyedik pár brazil lánnyal. Megkérdezi, melyik csapatot képviseli, mire kiderül, hogy a brazilok is Kínát képviselik. Errel Chloe hátrafordul, hogy ez valami tévedés lesz, mi vagyunk Kína. Mennek is Miss Watson-hoz. Ott ül Miss Watson mellett Chloe-jék kísérője és mentora Mr. Holmesnak (Steve Shenbaum) is. Neki az az ötlete támad, hogy legyen az első feladata ennek a két csapatnak, hogy oldják meg ezt egymás között.
Elvolnulnak tehát a Brazilok lakhelyére, ami valóságos luxus lakosztály. Meg is állapodnak: Chloeék a braziloknak adják Kínát cserébe a luxus lakosztályukért. Aztán ők az Egyesült királyságot kapják meg.
El is kezdenek bemagolni mindent amit az Egyesült királyságról tudni kell, aztán rájönnek, hogy hiszen Angliában vannak, Londonban, csak ki kell mozdulniuk a szobából és tanulmányozniuk a várost.
Így is tesznek. Közben összefutnak James-szel is, aki kicsit körbevezeti őket a városban és megmutat nekik egy-két klassz helyet.
Aztán megkezdődik a vetélkedő első napja. Korábban az éhinség megoldásáról kellett kidolgoznia egy javaslatot minden csapatnak. Az első feladat, hogy a csapatok meggyőzzék a többi csapatot, hogy az ő javaslatukra szavazzanak. Chloe-ék ügyes alkukat kötnek a többi csapattal így az ő javaslatuk nyer torony magasan.
Másnap James és az apja Lord James Browning (Paul Ridley) meghívják magukhoz a verseny összes résztvevőjét a villájukba. Megnéznek egy profi lovaspóló meccset és ez egyben a vetélkedő második napja, amin a zsűri a résztvevők viselkedését figyelik és pontozzák. Mikor véget ér a meccs Chloe értetlenkedve kérdezi meg Jamest, hogy miért úgy alakult a meccs ahogy alakult és James elmagyarázza neki, Chloe elkezd kicsit hencegni, hogy ez csak krokett lóháton, ez neki is menne, ezért James kihívja őt egy meccsre. Chloe nyer és a túlzott örömködésével, győzelemünneplésével kissé megbántja Jamest.
Másnap jön a harmadik versenykör. Mielőtt azonban elkezdhetnék két jelmezes alak jön be a terembe és minden csapatból elvisznek egy srácot, az angoloktól Jamest, az amerikaiaktól meg Chloet.
A túszejtők követelése, hogy semmisítsenek meg minden atom fegyvert a túszokért cserébe. A feladat, békés diplomai úton megtárgyalni a dolgot a túszejtőkkel és kiszabadítani a túszokat.
Amíg túszként várnak a megmentésükre, Chloe elmagyarázza James-nek, hogy hogyan lett győzelem mániás és kibékülnek egymással.
Az Egyesült királyságból felszólal közben Rachel, hogy eleget kéne tenni a túszejtők kéréseinek, mert kinek van szüksége atom fegyverekre. Sajnos minden csapat azzal válaszol erre, nekik kellenek atomfegyverek.
Közben Riley és Bryan akcióba lendülnek és kiszabadítják a túszokat. A mentőakció közben Riley és Bryan elkezdenek összemelegedni. Természetesen ezt a kört is az Egyesült királyság nyeri.
Másnap jön a döntő kör, amelyen először minden csapatnak villámkérdésekre kell válaszolnia aztán pedig minden csapat kijelöl csapaton belül valakit, aki a csapat képviseletében beszédet mond egy megadott témakörben. Ez az amerikai csapatban Chloe szokott lenni.
A döntő kör kezdetét megelőző este Lord Browning egy levelet ír James nevében, amelyben azt írja, hogy James összeveszett az apjával. Ezen levél miatt Chloe ott hagyja a versenyt életében először és elmegy megkeresni Jamest.
James közben megérkezik és kérdezi Rileyt, hogy hol van Chloe. Riley kicsit furcsálkodva számol be Jamesnek a levélről. Mikor James ezt meghallja, egyből tudja, apja keze van a dologban. Kifaggatja az apját és Chloe után megy.
Közben elkezdődik a verseny döntő köre.
Mire James és Chloe visszaérnek, már az egyéni beszédeknél tartanak és épp az Egyesült királyság jön és Riley mond beszédet.
Az Egyesült királyság nyeri az ENSZ vetélkedőt és Riley kapja a legjobb egyéni beszédért járó kristály galamb díjart. Lord James bocsánatot kér Chloetól, Riley és Brianpedig összejönnek egymással.

### Érdekességek
Mary-Kate és Ashley szerepneve az Az ikrek Malibuból-ban is ugyan az mint a Ketten a slamasztikában-ban, csak épp fordítva: Mary-Kate Riley és Ashley Chloe.
Az Az ikrek Malibuból-ban is játszik Brandon Tyler és Rachel Roth.
Annál a két jelenetnél, mikor Chloe és James vívnak egymással és amikor lovas-pólóznak, az Az ikrek Malibuból zenéje szól.

## Szereplők
| Szerep              | Színész            | Szinkronhang                                                                                              |
| ------------------- | ------------------ | --- |
| Chloe Lawrence      | Mary-Kate Olsen    | Bogdányi Titanilla Abban a jelenetben, amikor fiúnak öltözve kimentik James-t a klubszobából: Mánya Zsófi |
| Riley Lawrence      | Ashley Olsen       | Mánya Zsófi Abban a jelenetben, amikor fiúnak öltözve kimentik James-t a klubszobából: Bogdányi Titanilla |
| James Browning Jr.  | Jesse Spencer      | Bozsó Péter                                                                                               |
| Bryan Connors       | Brandon Tyler      | Simonyi Balázs                                                                                            |
| Rachel Byrd         | Rachel Roth        | Törtei Tünde                                                                                              |
| Dylan               | Eric Jungmann      | Előd Botond                                                                                               |
| Lord James Browning | Paul Ridley        | Szokolai Ottó                                                                                             |
| Mr. Homes           | Steve Shenbaum     | Schnell Ádám                                                                                              |
| Ms. Watson          | Claire Yarlett     | Spilák Kálra                                                                                              |
| Jonathon            | Jeremy Maxwell     | Borbíró András                                                                                            |
| Randall             | Jarrett Lennon     | Sörös Miklós                                                                                              |
| Gabriella           | Stephanie Arellano | Vadász Bea                                                                                                |

## Zenék
- Sam Walker – Just Can't Get Enough
- Plastic Bertrand – Ca Plane Pour Moi
- Christian Davis – Safe in the Arms of Love
- Holly Long – Never Forget You
- Intaferon – Get Out of London
- Noogie – Danger
- Tonio K – The Funky Western Civilization